# Maardu-See
Der Maardu-See (estnisch Maardu järv) ist ein See im Norden Estlands. Er liegt im Kreis Harju nahe der Stadt Maardu. Früher trug er auch den Namen Liivakandi-See.
Der See ist 170 Hektar groß. Die größte Tiefe liegt bei 3 m. Er befindet sich 33 m über dem Meeresspiegel.
Der Durchfluss ist relativ stark, da sich in der Nähe viele Quellen befinden und einige Wassergräben auf den See zulaufen. Ein vollständiger Wasseraustausch findet alle 2–3 Monate statt.
Einziger Abfluss in die Ostsee ist der Bach Kroodi. Zwischen 1894 und 1939 war der See ausgetrocknet. Seit 1939 wird er als Wasserreservoir für die Chemie- und Phosphoritfabrik von Maardu genutzt.
Heute ist der Maardu-See bei Anglern beliebt. Am Nordufer befindet sich ein Badestrand.